# Забияка (залив)
Забия́ка — залив в Охотском море, в юго-восточной части полуострова Кони. На западе входа в залив находится мыс Корнилова (обследован в 1897 году экипажем крейсера «Забияка» (до 1892 г. — клипер), тогда же назван по фамилии участника гидрографических работ лейтенанта Корнилова), на востоке — мыс Павловича (мыс назван по фамилии прапорщика корпуса топографов Иосифа Викентьевича Павловича, участвовавшего в исследованиях Сахалина). В северо-восточной части залива расположены устье  реки Сиглан и бухта Сиглан, а также мысы Кирас и Амбаркая.

## История
Назван в честь клипера «Забияка», на котором был открыт в 1897 году.